# Platygaster generalii
Platygaster generalii är en stekelart som beskrevs av Camillo Rondani 1866. Platygaster generalii ingår i släktet Platygaster och familjen gallmyggesteklar. Inga underarter finns listade i Catalogue of Life.